# Manuel Quiroga Losada
Manuel Quiroga Losada   (Pontevedra, 15 d'abril de 1892 - Pontevedra, 19 d'abril de 1961) va ser un violinista espanyol, activitat aquesta en la qual va assolir gran renom internacional en el seu temps, sent considerat juntament amb Pablo Sarasate, Fernando Palatín i Joan Manén, un dels més grans violinistes espanyols de la història.

## Biografia
Va néixer a Pontevedra, al carrer que avui porta el seu nom. Animat per la seva família a estudiar el violí, va estudiar a Madrid i París. Va oferir el seu primer recital de violí el 12 de juliol de 1903.
El 1904 va ingressar al Reial Conservatori Superior de Música de Madrid, on va estudiar amb José del Hierro (1864-1933) El 1909 va guanyar l'accés a un curs d'estudis avançats amb Jules Boucherit al Conservatori de París, França. A París, es veu molt influït pels grans violinistes de l'anomenada escola francesa. Freqüenta els violinistes i compositors George Enescu, romanès, Fritz Kreisler, estatunidenc d'origen austríac i Eugène Ysaÿe, belga, qui li dedicaria la seva virtuosa sisena sonata per a violí, cosa que demostra l'enorme prestigi internacional de Quiroga, tenint en compte que els dedicataris de les anteriors cinc sonates de Ysaÿe van ser violinistes de fama mundial com els esmentats Enescu i Kreisler, així com Joseph Szigeti, Jacques Thibaud i Mathieu Crickboom.
El 1911, amb només dinou anys, guanya el primer premi del Conservatori de París, convertint-se en el tercer violinista espanyol a aconseguir-ho, després del gran Pablo Sarasate i del no menys genial Fernando Palatín. Formaven part del jurat, importants compositors com Gabriel Fauré i el mateix Kreisler. Aconsegueix posteriorment altres importants premis, com el Sarasate, el Jules Garcin i el Monnot.
En el vigorós ambient musical i artístic parisenc de l'època, tracta altres importants músics Manuel de Falla, Joaquín Turina, Pau Casals i Darius Milhaud.
El 1914 va visitar Nova York per primera vegada, oferint concerts al costat del pianista i director d'orquestra gadità José Cubiles i al violoncelista Casaux, a més de la pianista francesa Martha Lehman, amb qui es va casar el 1915. Martha Lehman havia estat guanyadora del mateix concurs del Conservatori de París, però en la modalitat de piano.
Manuel Quiroga va donar molts concerts, a Espanya i Nord-amèrica, amb el pianista José Iturbi, que també havia estat company d'estudis a París. El 30 de juny de 1918 per acord de l'ajuntament de Pontevedra el seu carrer natal va passar a denominar-se Manuel Quiroga en el seu honor, retent-li aquest homenatge quan només tenia 26 anys i ja havia assolit grans èxits a Europa i Estats Units entre altres llocs del món.
El 1942 Manuel Quiroga realitza gires de concerts per Espanya acompanyat pel pianista argentí Juan José Castro.
La seva dilatada carrera com a concertista internacional es va veure dramàticament truncada als quaranta-sis anys. La tragèdia va tenir lloc el 8 de juny de 1937 a Nova York. Després d'acomiadar-se de José Iturbi a Times Square, de camí als seus respectius hotels, després d'haver ofert un concert junts, Quiroga va ser brutalment atropellat per un camió. El resultat va ser la pèrdua de la mobilitat progressiva del seu braç dret, que aviat es va convertir en una paràlisi, que li va impedir seguir tocant el violí a nivell de concert, malgrat els seus tenaços esforços per recuperar-se. Durant aquest temps es dedica a compondre i a pintar. El 1949 es va inaugurar un monument en el seu honor als Jardins del Doctor Marescot de Pontevedra.
La resta de la seva vida la va passar pràcticament confinat en un sanatori de Madrid acompanyat per María Eladia Galvani Bolognini (Gigi). Es trasllada a Pontevedra definitivament el 1959 a la casa familiar. Continuà component música, morint a la seva ciutat natal el 19 d'abril de 1961.
Com a compositor, va escriure diverses dotzenes de peces breus per a violí, i cadències per a molts dels grans concerts clàssics.
Durant la seva carrera com a concertista va tocar violins molt importants, com un Amati de 1684, que li va cedir en la seva infància una família patrícia de Pontevedra, a qui el violí li havia estat regalat per la reina Isabel II i que es conserva avui al Museu Provincial d'aquesta ciutat, un Guadagnini, que va adquirir ell mateix, i almenys un parell de Stradivarius, un cedit per la vídua de Joachim Reifenberg i un altre, de 1713, cedit per Jeannette Wallen i un Guarneri del Gesù, de 1737, cedit pel milionari comerciant estatunidenc John Wanamaker.
Va rebre importants condecoracions, entre les quals cal destacar el nomenament com a Cavaller de la Legió d'Honor francesa i l'Orde d'Alfons X el Sabio espanyola.
El quartet de corda Quartet Quiroga, va ser fundat amb la voluntat de retre homenatge a la seva figura.
Va ser a més, un dotat dibuixant i caricaturista aficionat.
El Conservatori Manuel Quiroga de Pontevedra, antic Conservatori de Pontevedra fundat el 1863, porta actualment el nom del violinista en el seu homenatge.